# Nils Willman
Nils August Willman, född 1846 i Stockholm, död 1890 i Philadelphia, var en svensk-amerikansk gravör.
Han var son till assessorn och konstnären Carl Johan August Willman och Vicka Callerholm samt brorson till Carolina Maria Vilhelmina von Rosén. Efter utbildning till gravör utvandrade Willman där han var verksam som gravör i Philadelphia. 